# Studebaker serie M
La Serie M è stata una linea di autocarri prodotti dalla Studebaker dal 1940 al 1949. La serie è stata progettata alla fine degli trenta e fu utilizzata durante la seconda guerra mondiale dall'esercito degli Stati Uniti.

## Produzione
La produzione iniziò nel novembre del 1940 e fu aumentata durante la seconda guerra mondiale (gli Stati Uniti entrarono in guerra alla fine del 1941). Durante questo conflitto gli Studebaker serie M furono impiegati principalmente nel sud-est asiatico contro il Giappone. In particolare gli autocarri della serie M furono utilizzati nella costruzione della Strada della Birmania. Un cospicuo numero di esemplari furono consegnati all'Unione Sovietica come parte degli aiuti da parte degli Stati Uniti d'America. È stata la serie M a servire da base per i camion militari Studebaker US6.
Dopo la guerra i modelli furono prodotti nella versione civile, con la produzione che continuò dal 1945 al 1949.

## Design e caratteristiche tecniche

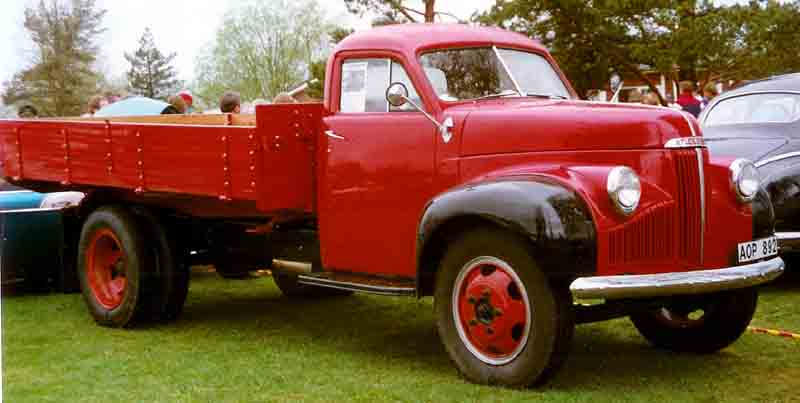
1948 Studebaker M16 52A

La serie M aveva una linea molto aerodinamica e si differenziava dai modelli del tempo. Una caratteristica distintiva furono gli spoiler aerodinamici antiturbolenza installati sotto i finestrini lato conducente e lato passeggero; erano unici, dato che non si trovavano sui modelli analoghi delle Case concorrenti, anche per gli esemplari prodotti durante la seconda guerra mondiale. 
La versione leggera della serie M era conosciuta come Coupe Express, da non confondere con il modello Studebaker chiamato anch'esso Coupe Express (1937-1939)
Il motore era il “Big Six”, montato sulla Commander. Aveva una cilindrata di 3700 cc, con ventola a 6 pale ed una potenza massima di 94 CV.
La trasmissione aveva un cambio a quattro rapporti con freno di emergenza a tamburo.
Il passo di 3860 mm.